# I'd Do Anything (canción de Dead or Alive)
«I'd Do Anything» —en español: «Haría cualquier cosa»— es una canción escrita y grabada por la banda inglesa Dead or Alive. Fue coproducida por la banda con Zeus B. Held y publicada en enero de 1984 como el tercer sencillo del álbum debut de Dead or Alive, Sophisticated Boom Boom.
La canción fue el tercer sencillo consecutivo de Dead or Alive en fracasar en el Top 75 del Reino Unido, alcanzando la septuagésimo novena posición en la UK Singles Chart. La suerte de la banda se invertiría con la publicación de su siguiente sencillo, una versión de «That's the Way (I Like It)».

## Lista de canciones
| UK 7" |                   |          |  |
| N.º   | Título            | Duración |  |
| 1.    | «I'd Do Anything» | 4:00     |  |
| 2.    | «Anything (Dub)»  | 4:26     |  |

| UK 12" |                             |          |  |
| N.º    | Título                      | Duración |  |
| 1.     | «I'd Do Anything (Megamix)» | 5:22     |  |
| 2.     | «Anything (Dub)»            | 4:26     |  |
| 3.     | «Give It To Me»             | 3:20     |  |

| UK 10" |                             |          |  |
| N.º    | Título                      | Duración |  |
| 1.     | «I'd Do Anything (Megamix)» | 5:22     |  |
| 2.     | «Anything (Dub)»            | 4:26     |  |
| 3.     | «Misty Circles»             | 3:48     |  |
| 4.     | «What I Want»               | 3:42     |  |

## Rendimiento en las listas
| Lista (1984)     | Mejor posición |
| ---------------- | -------------- |
| UK Singles Chart | 79             |

- Datos: Q3788256